# Brama Czasu

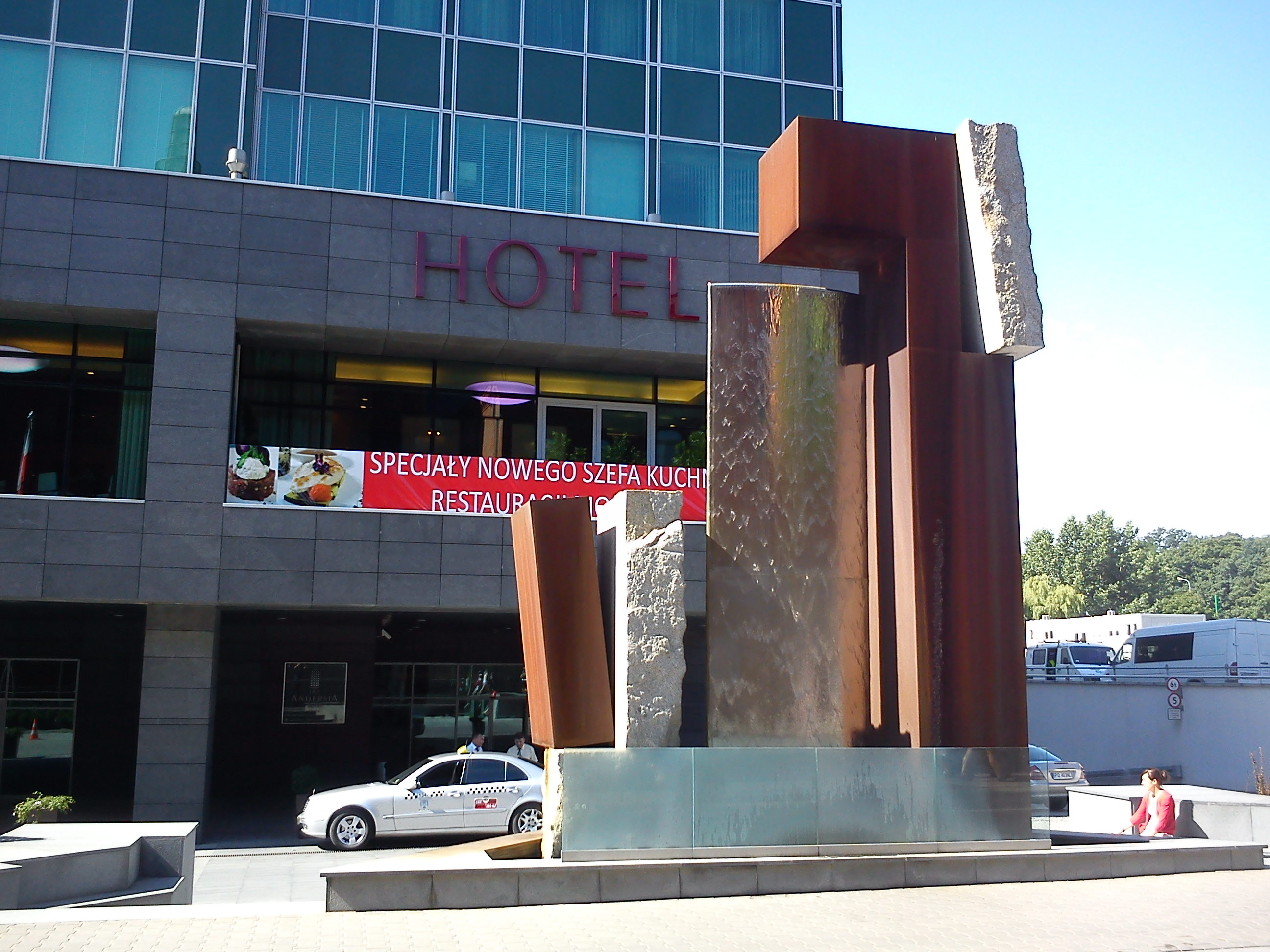
Brama Czasu – w tle Andersia Tower

Brama Czasu – fontanna w formie wodospadu, zlokalizowana w Poznaniu przy ul. Kościuszki, stanowiąca swoisty artystyczny łącznik pomiędzy Starym Browarem a grupą biurowców po drugiej stronie ulicy (stoi bezpośrednio przy Andersia Tower).
Fontanna stworzona z elementów granitowych, stalowych i blachy polerowanej, została zaprojektowana przez Andrzeja Bednarczyka i odsłonięta w październiku 2007. Ma za zadanie łączyć dwa skrajnie różne pod względem architektonicznym budynki – Andersię (modernizm) i Stary Browar (postmodernizm).
Inicjatorem powstania fontanny była grupa Von den Heyden, odpowiedzialna za inicjatywę stworzenia stojącego z drugiej strony Andersii pomnika Cyryla Ratajskiego.